# Olenecamptus taiwanus
Olenecamptus taiwanus es una especie de escarabajo longicornio del género Olenecamptus, subfamilia Lamiinae. Fue descrita científicamente por Dillon & Dillon en 1948.
Se distribuye por China y Japón. Mide 10-20 milímetros de longitud. El período de vuelo ocurre en los meses de abril, mayo, junio, julio y septiembre.